# Paul Savage
Paul Savage, född den 25 juli 1947 i Toronto, Kanada, är en kanadensisk curlingspelare.
Han tog OS-silver i herrarnas curlingturnering i samband med de olympiska curlingtävlingarna 1998 i Nagano.